# 波蒙那
27°12′S 15°17′E / 27.200°S 15.283°E
波蒙那是一個位於納米比亞呂德里茨南部的濱海礦業城鎮，與另一座鑽石礦區城鎮伊麗莎白灣相距25公里。現已無人居住，成為一座鬼城。
1910年左右的德屬西南非波蒙那地區，裸露的鑽石礦床多到可隨手撿拾。1912年到1914年間，此地產出超過1,000,000克拉（200）鑽石。

## 歷史
波蒙那採礦的歷史最早可回溯至1860年代，在發現海鳥糞礦產後，英國人吞併了一些西南非沿岸的島嶼，此舉造成大批冒險者與商販進入此地區。在這群人中，亞倫德帕斯和約翰·斯彭斯從當地長官大衛·克里斯契安手中取得沿岸採礦權。隨後，兩人共同建立了波蒙那礦業公司，負責開採銅、鉛和銀，但並不成功，因為他們必須鏟除鑽石來獲得底下的礦床。
1908年4月，奧古斯特·施陶赫在葛拉斯普拉茲附近發現第一批鑽石後，一股鑽石熱在德屬西南非興起。正當淘金者向南移動尋找鑽石時，施陶赫與柏林皇家礦業學院的教授羅伯特·雪伯在此地發現豐富的礦物沖積層，促使此地建立了新的開採點，並被命名為波蒙那港。且因為它是通往內陸各個山谷的入口，所以各地皆以他們兩位的家人來命名。例如：艾達谷（施陶赫的妻子）、巴巴拉谷、馬麗安納谷（施陶赫的女兒）、施陶赫屯墾區（施陶赫本人）與雪伯谷（雪伯本人）。
鑽石礦藏的發現，使波蒙那礦業公司持有的舊開採許可帶來了祝福和詛咒。德意志帝國政府於發現鑽石礦藏的六個月後發布了禁區命令，一條從北部呂德里茨45公里處延伸到奧蘭治河，寬100公里的狹長地帶，皆禁止私自開採鑽石。之後政府將除了波蒙那礦業公司持有的舊開採許可之外的開採權收回，交由德意志鑽石公司營運。因此，波蒙那地區是唯一設立禁令的地方。從1912年開始，在波蒙那鑽石礦業協會的主持下，經過長期的官方合法競爭後，這個礦區平均每月產出50,000克拉（10）鑽石。
然而，第一次世界大戰的爆發終結所有鑽石開採活動。南非很快的在德屬西南非擊敗了德國，並接管此禁區。爾後，戴比爾斯集團持有這些礦區直至1990年代，才由納米比亞政府出資收購一半集團股權，成立納戴布鑽石聯合企業，共管此地。